# Xarifia heteromeles
Xarifia heteromeles is een eenoogkreeftjessoort uit de familie van de Xarifiidae. De wetenschappelijke naam van de soort is voor het eerst geldig gepubliceerd in 1982 door Humes & Dojiri.